# Dyschiriognatha bedoti
Dyschiriognatha bedoti là một loài nhện trong họ Tetragnathidae.
Loài này thuộc chi Dyschiriognatha. Dyschiriognatha bedoti được Eugène Simon miêu tả năm 1893.